# Ramiro (futebolista, 1933)
Ramiro Rodrigues Valente ou simplesmente Ramiro (São Paulo, 11 de fevereiro de 1933 – 17 de julho de 2025) foi um futebolista e treinador brasileiro.
Versátil, atuou como zagueiro central, lateral e volante.

## Carreira

### Jogador
Iniciou sua trajetória no futebol em 1952, jogando ao lado de seu irmão, Álvaro José, na equipe do Jabaquara AC, por dois anos no infantil e um no juvenil.
Do Jabaquara, Ramiro se transferiu em 1953 para jogar nos aspirantes do Fluminense, lá ficando até o final de 1954.
No começo de 1955 foi contratado pelo Santos. Estreou em 19 de maio de 1955, uma quinta-feira, na Vila Belmiro, em um amistoso vencido pelo Peixe por 6 a 2 contra o Catanduva.
Jogou 248 partidas pelo Santos, das quais 106 na posição de lateral-direito, 92 como volante, 40 como beque central e 10 como meia-direita, e marcou dois gols pelo Alvinegro: Em 1956, na vitória por 3 a 1 contra o XV de Jaú, no Estádio Arthur Simões, pelo Campeonato Paulista, e em 1958, contra o Jabaquara, no triunfo por 7 a 3, pelo Paulistão, na Vila Belmiro.
Durante a primeira excursão do Peixe à Europa, em 1959, chamou a atenção os dirigentes do Club Atlético de Madrid, que o contratou junto ao seu irmão.
Ramiro ficou na Espanha até o final da temporada de 1965, quando encerrou a carreira.

#### Seleção Brasileira
Pela Seleção Brasileira, Ramiro jogou 11 partidas nos anos de 1955 e 1956, sendo um dos destaques do Campeonato Sul-Americano de 1956, no Uruguai.
Pela Seleção Paulista, foi campeão brasileiro em 1956.

### Treinador
Treinou o Santos em 1991, sua primeira experiência como treinador profissional, e em 32 partidas obteve 10 vitórias, 15 empates e sete derrotas.

### Outras atividades
Residiu durante anos na cidade do Rio de Janeiro, onde trabalhava como construtor imobiliário e era também o representante oficial do Santos no Estado.

### Morte
Ramiro morreu no dia 17 de julho de 2025, aos 93 anos.

## Títulos

### Jogador
Santos
- Campeonato Paulista[14]: 1955[15], 1956, 1958[12][16]
- Torneio Rio-São Paulo: 1959[17]

Atlético de Madrid
- Copa del Rey: 1959–60, 1960–61, 1964–65
- Recopa Europeia: 1961–62